# Möbisburg
Möbisburg ist ein Teil von Möbisburg-Rhoda, einem Ortsteil der Stadt Erfurt, der Landeshauptstadt von Thüringen.

## Lage
Möbisburg liegt südwestlich im und am Tal der Gera vor den Toren der Landeshauptstadt Erfurt auf 221 m Höhe ü. NN an den Kreisstraßen 21/26/25 noch vor dem Waldgebiet Steigerwald, einer bewaldeten Anhöhe mit Nordhang am südlichen Stadtrand. Das Autobahndreieck Erfurt der Bundesautobahnen A 4 und A 71 befindet sich in westlicher Richtung. Die Dreieckschenkel begrenzen die Flur des Ackerbaustandortes.

## Geschichte
Möbisburg wurde erstmals 1137 urkundlich erwähnt. Über einen Teil des Ortes übten zeitweise die Grafen von  Gleichen, von Käfernburg, von Hatzfeld und von Keller die Herrschaft aus. Die Lehnsherrschaft lag vermutlich beim Erzstift Mainz. Die Gerichtshoheit besaßen die Grafen von Käfernburg, welche sie vielleicht mit Teilen des Ortes, im Jahre 1348 an den Rat zu Erfurt verkauften. Die Stadt Erfurt sah den Ort Möbisburg nach einem Ortsverzeichnis um 1516 als ihren Besitz an. Das „Gut“ gehörte bereits um 1301 den Grafen von Gleichen als erzbischöflich-Mainzisches Lehen. Im Jahre 1493 überließen sie es Nikel Brenner und 1598 der Familie Ziegler. Nach dem Aussterben der Grafen von Gleichen kam das Gut 1639 an die Grafen von Hatzfeld und 1797 an die Grafen Keller in Stedten.
Am Eingangsportal der Friedhofsmauer, das 1736 errichtet wurde, kann man das Mainzer Rad und die Mitra sehen. Beides zeigt, dass Möbisburg historisch bereits lange nach Erfurt und Kurmainz ausgerichtet war. 1802 kam der Ort mit dem Erfurter Gebiet zu Preußen und zwischen 1807 und 1813 zum französischen Fürstentum Erfurt. Im Jahre 1813 waren König Friedrich Wilhelm III. und die Prinzen von Preußen während des antinapoleonischen Befreiungskrieges auf ihrem Weg nach Frankreich in Möbisburg untergebracht. Mit dem Wiener Kongress kam der Ort 1815 wieder zu Preußen und wurde 1816 dem Landkreis Erfurt in der preußischen Provinz Sachsen angegliedert. Am 1. Juli 1950 wurde Möbisburg nach Erfurt eingemeindet.
Das Dorf war und ist landwirtschaftlich geprägt. Nach dem Zweiten Weltkrieg wurde die Landwirtschaft in Möbisburg zwangskollektiviert. Der ländlich-historischen Charakter erhielt sich auch nach der Eingemeindung in die Stadt Erfurt. Es gibt im Ortsteil die Möbisburger Töpfermühle vom Töpferhandwerk. Die Sportakrobatik wird seit 1949 gepflegt. Im Dorf befinden sich auch die Thomas-Müntzer-Schule, eine evangelische Kirche, ein großer evangelischer Kindergarten und eines der Erfurter Freibäder.